# Dipsastraea maxima
Espèce
Dipsastraea maxima est une espèce de coraux appartenant à la famille des Merulinidae.